# Skelný uhlík

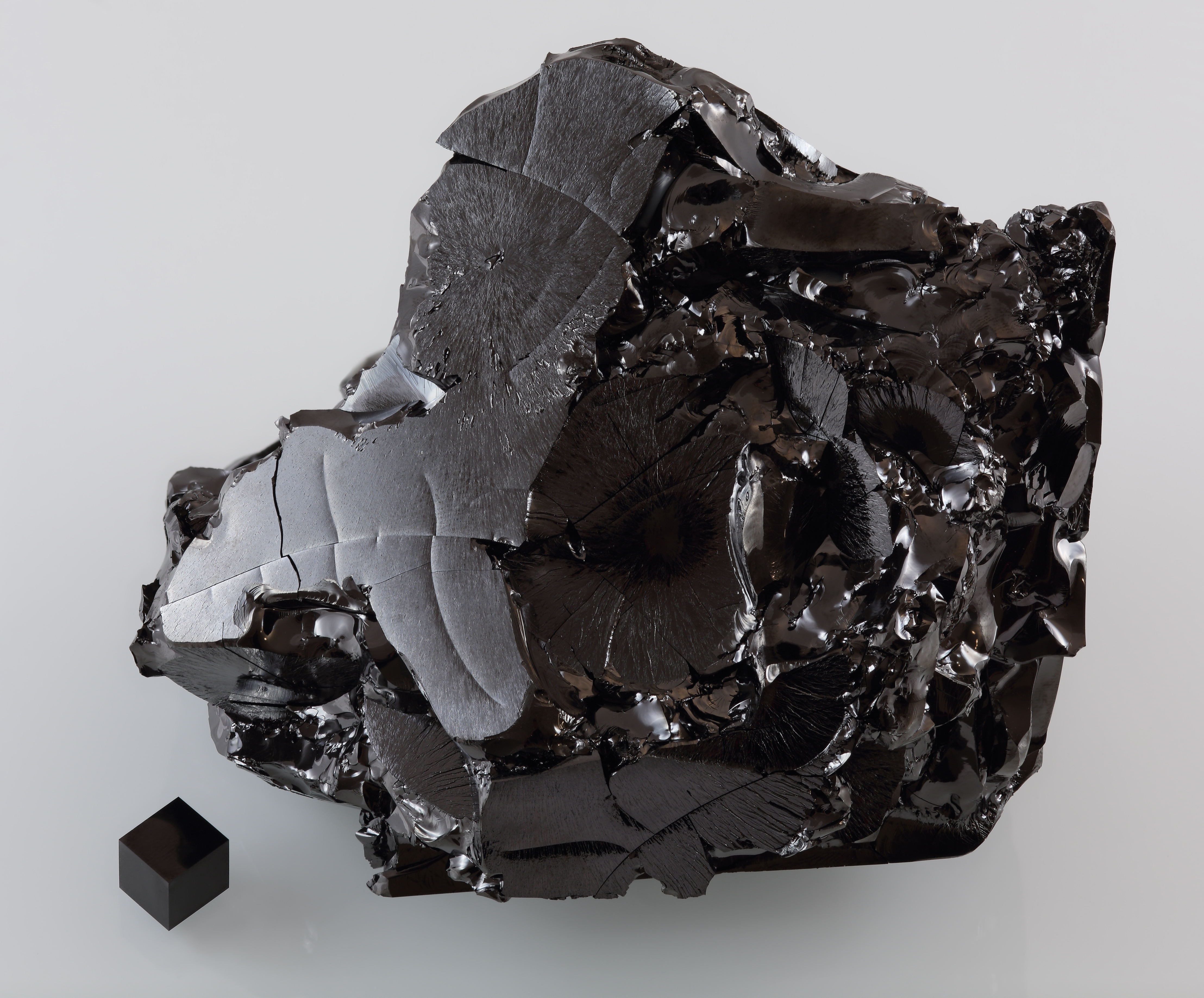
Velký vzorek skelného uhlíku s grafitovou kostkou (1 cm^{3}) pro srovnání

Skelný uhlík, je typ uhlíku, který kombinuje vlastnosti skla a keramiky s vlastnostmi grafitu. Nejdůležitější vlastnosti jsou vysoká teplotní odolnost, tvrdost (7 na Mohsově stupnici), nízká hustota, nízký elektrický odpor, nízké tření, nízký tepelný odpor, extrémní odolnost proti chemickému napadení a nepropustnost pro plyny a kapaliny. Skelný uhlík je široce používán jako materiál pro výrobu elektrod v elektrochemii.
Název skelný uhlík byl zaveden jako ochranná známka; proto IUPAC nedoporučuje jeho použití jako technický termín.
Skelný uhlík může být také vyráběn jako pěna. Poté se nazývá síťovaný sklovitý uhlík (RVC z angl. reticulated viterous carbon). Tato pěna byla vyvinuta na konci šedesátých let jako tepelně izolační, mikroporézní skelně-uhlíkový elektrodový materiál. RVC pěna je silná, inertní, elektricky a tepelně vodivá a korozi odolná porézní forma uhlíku s nízkým odporem vůči proudění plynu a tekutin. Vzhledem k těmto vlastnostem je nejrozšířenější vědecké použití RVC jako trojrozměrná elektroda v elektrochemii. Kromě toho se pěny RVC vyznačují mimořádně velkým objemem dutin, velkou povrchovou plochou a velmi vysokým tepelným odporem v neoxidujících prostředích, což umožňuje tepelnou sterilizaci a usnadňuje manipulaci v biologických aplikacích.

## Historie
Skelný uhlík byl poprvé pozorován v laboratořích The Carborundum Company v Manchesteru ve Velké Británii v polovině padesátých let Bernardem Redfernem, materiálovým vědcem a diamantovým technologem. Všiml si, že lepicí páska, kterou používal k uchovávání keramických vzorků (raketových trysek) v peci, si po vypálení v inertní atmosféře zachovala určitou strukturální identitu. Hledal polymerní strukturu, která by kopírovala strukturu diamantu a objevil resolovou pryskyřici. Pomocí této fenolové pryskyřice byly vyrobeny kelímky. Kelímky byly distribuovány do organizací, jako je UKAEA Harwell.
Bernard Redfern opustil společnost Carborundum Co., která oficiálně odbočila od všech zájmů o skelný uhlík. Během práce v laboratoři Plessey Company (v nepoužívaném kostele) v Towcesteru ve Velké Británii obdržel Redfern skelno-uhlíkový kelímek pro duplikování od UKAEA. Plessey Company zřídila laboratoř nejprve v továrně dříve používané k výrobě dýmek v Litchborough ve Velké Británii a poté ve stálém závodě v Caswellu poblíž Blakesly ve Velké Británii. Caswell se stal výzkumným centrem. Skelný uhlík přinesl Plessey Company Limited hotový úspěch. Redfern byl jmenován laboratorním asistentem pro výrobu skelného uhlíku. Příspěvek Bernarda Redferna k vynálezu a výrobě skelného je potvrzen jeho spoluautorstvím časných článků.

## Struktura
Struktura skelného uhlíku byla dlouho předmětem diskuse. Rané strukturální modely předpokládaly, že obě hybridizace (sp2 a sp3) atomů uhlíku byly přítomny, ale nyní je známo, že skelný uhlík je pouze z uhlíku s hybridizací sp2. Novější výzkum ukázal, že skelný uhlík má strukturu související se strukturou fullerenu.
Skelný uhlík by neměl být zaměňován s amorfním uhlíkem.

## Fyzikální vlastnosti
Mezi vlastnosti patří „vysoký teplotní odpor“, tvrdost (7 na Mohsově stupnici), nízká hustota, nízký elektrický odpor, nízké tření a nízký tepelný odpor.